# Maldanidae
Maldanidae é uma família de Polychaeta pertencente à ordem Capitellida.

## Géneros
Géneros:
- Abyssoclymene Hartman, 1967
- Aclymeme Buzhinskaja, 1995
- Aclymene Buzhinskaja, 1995
- Asychis Kinberg, 1867